# Mittelfranken
Mittelfranken är ett regeringsdistrikt i regionen Franken i det tyska förbundslandet Bayern. Huvudstad är Ansbach, den största staden är Nürnberg.

## Geografi

### Läge
Distriktet med en yta på 7 243,69 km² den 1 januari 2021 och 1 777 143 invånare den 31 december 2021 består huvudsakligen av delar av de forna markgrevskapen Brandenburg-Ansbach och
Brandenburg-Bayreuth, biskopsstiftet Eichstädt och stadsområdet Nürnberg.

### Administrativ indelning
Mittelfranken indelas i fem kretsfria städer och sju kretsar:
| Regionalkod | Kategori      | Namn                                          |
| ----------- | ------------- | --------------------------------------------- |
| 09561       | Kretsfri stad | Ansbach                                       |
| 09562       | Kretsfri stad | Erlangen                                      |
| 09563       | Kretsfri stad | Fürth                                         |
| 09564       | Kretsfri stad | Nürnberg                                      |
| 09565       | Kretsfri stad | Schwabach                                     |
| 09571       | Krets         | Landkreis Ansbach                             |
| 09572       | Krets         | Landkreis Erlangen-Höchstadt                  |
| 09573       | Krets         | Landkreis Fürth                               |
| 09575       | Krets         | Landkreis Neustadt an der Aisch-Bad Windsheim |
| 09574       | Krets         | Landkreis Nürnberger Land                     |
| 09576       | Krets         | Landkreis Roth                                |
| 09577       | Krets         | Landkreis Weißenburg-Gunzenhausen             |

### Grannområden
Grannområden är Oberfranken (094) i norr, Thüringen (16) i nordost, Oberpfalz (093) i öster, Oberbayern (091) i sydost, Schwaben i söder, Regierungsbezirk Stuttgart (Baden-Württemberg, 08) i väster och Unterfranken (096) i nordväst.